# Oxyrhopus erdisii
Espèce
Synonymes
- Drepanodon erdisii Barbour, 1913

Oxyrhopus erdisii  est une espèce de serpents de la famille des Dipsadidae.

## Répartition
Cette espèce est endémique de la région de Cuzco au Pérou.

## Étymologie
Cette espèce est nommée en l'honneur de Ellwood C. Erdis (1867–1944) qui a collecté les premiers spécimens.

## Publication originale
- Barbour, 1913 : Reptiles collected by the Yale Peruvian expedition of 1912. Proceedings of the Academy of Natural Sciences of Philadelphia, vol. 65, p. 505-507 (texte intégral).